# Kończaki Stare
Kończaki Stare (ukr. Старі Кінчаки) – dawna wieś, obecnie północna część wsi Kończaki na Ukrainie, w  obwodzie iwanofrankiwskim, w rejonie halickim. Leżą nad rzeką Horożanką.

## Historia
W okresie Królestwa Galicji i Lodomerii właścicielami posiadłości tabularnej Kończaki stare byli: w 1855 Paulina i Maurycy Brzeżany, Dr. Apolinary Lachawiec, w 1905 Władysław Grodzicki.
W II Rzeczypospolitej Kończaki Nowe to dawniej samodzielna wieś stanowiąca gminę jednostkową Kończaki Stare w  powiecie stanisławowskim w województwie stanisławowskim.
1 sierpnia 1934 roku w ramach reformy na podstawie ustawy scaleniowej weszły w skład nowej zbiorowej gminy Delejów, gdzie we wrześniu 1934 utworzyły gromadę Kończaki Stare.
Podczas II wojny światowej Kończaki należały do w gminie Delejów w powiecie stanisławowskim w niemieckim dystrykcie Galicja. 
W latach 1943–1944 nacjonaliści ukraińscy z OUN-UPA zamordowali tutaj i we wsi Kończaki Nowe 36 Polaków.
Po II wojnie światowej teren włączony w struktury ZSRR, Ukraińska Socjalistyczna Republika Radziecka.
Od 1991 r. należy do Ukrainy. Do 2020 w rejonie halickim, obecnie jest częścią gminy Dubowce.